# Manhattanville
 (septembre 2012).
Si vous disposez d'ouvrages ou d'articles de référence ou si vous connaissez des sites web de qualité traitant du thème abordé ici, merci de compléter l'article en donnant les références utiles à sa vérifiabilité et en les liant à la section « Notes et références ».

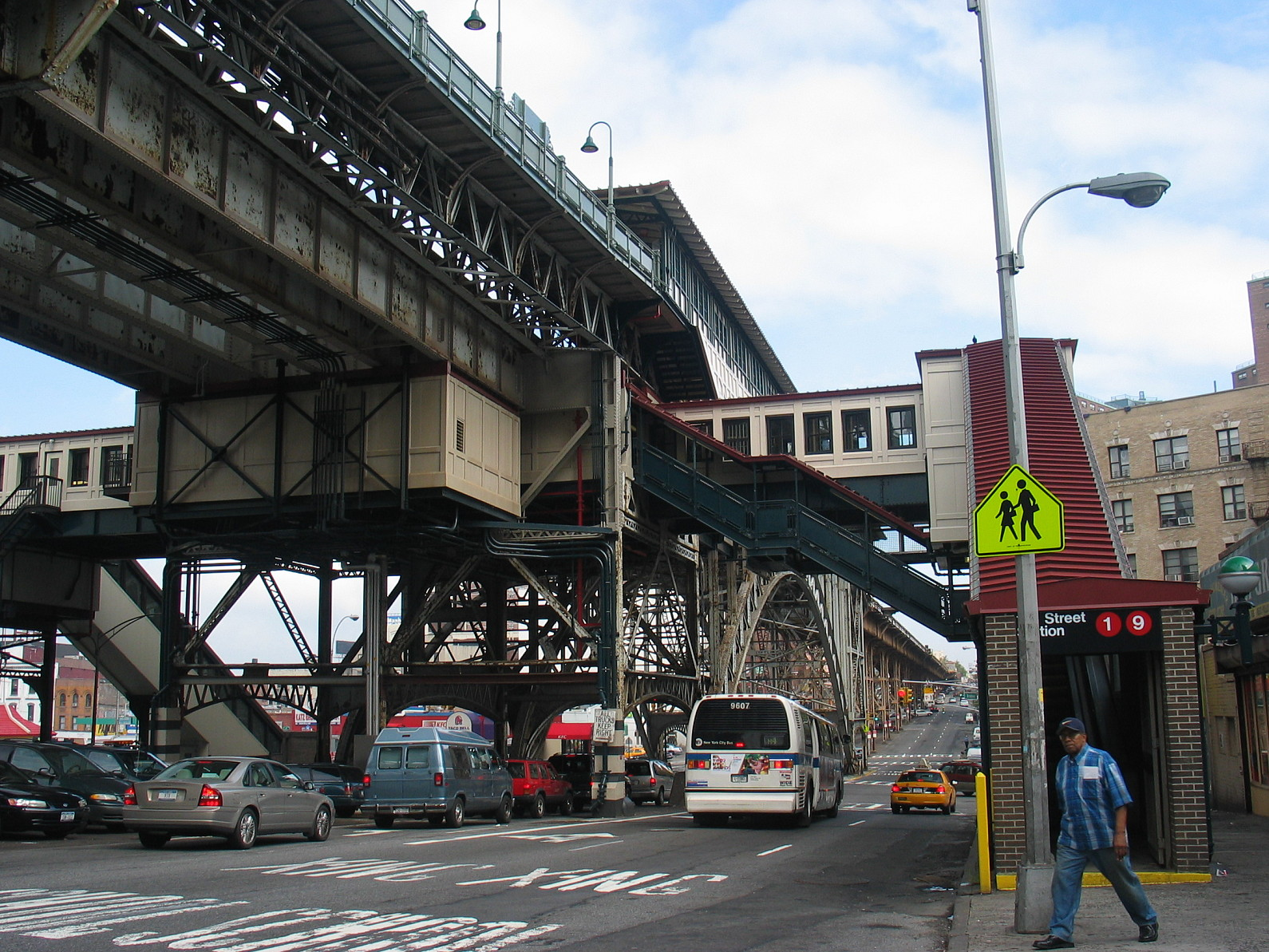
Ligne surélevée du métro de New York (1), caractéristique de Manhattanville.

Manhattanville est un quartier de l'arrondissement de Manhattan, à New York. Manhattanville est bordé par Morningside Heights au sud, Harlem à l'est, Washington Heights au nord, et l'Hudson River à l'ouest. Le quartier s'étend donc de la 122e rue à la 135e rue, même si certains relevés ne le délimitent que de la 125e rue à la 135e. Au XIXe siècle, Manhattanville était une petite ville très dynamique en raison de sa proximité avec l'Hudson River où de nombreux navires commerçaient chaque jour. Les possibilités de développement industriel, et du fret étaient donc importantes étant donné que le quartier, du fait de sa proximité avec le sud très actif de Manhattan, jouait le rôle d'une ville étape avec tout l'Hinterland de l'Hudson River. Manhattanville jouissait aussi de sa proximité avec la Bloomingdale Road, et ses hôtels et lieux de divertissement en faisaient un lieu de retraite idéale pour les New-yorkais.
Manhattanville est en outre un quartier universitaire important, dans la mesure il doit accueillir les nouvelles infrastructures de l'Université Columbia qui viendront compléter celles du City College of New York, présent dans le quartier depuis 1906.

## Personnalités liées à Manhattanville
- Frère Ogérien, géologue et naturaliste, y mourut en 1869.